# 南アジア友好協会
公益財団法人南アジア友好協会（こうえきざいだんほうじんみなみアジアゆうこうきょうかい、英: Public interest foundation of South Asia Friendship Association、略称：SAFA）は、日本における、公益社団及び、公益財団法人の認定等に関する法律（平成１８年法律第４９号）第４条の規定に基づき、内閣総理大臣に認定された公益財団法人。
2019年3月15日活動国が広範囲になったため「公益財団法人日本国際育成支援機構（こうえきざいだんほうじん にほんこくさいいくせいしえんきこう）」略称JIGSOと改称した。

## 概要
2014年4月24日、嶋貫秀樹によって南アジア友好協会が創立。南アジアや東南アジアの子どもたちの教育、食育、環境に触れ国連で採択された「児童の権利に関する条約」を基本とし、各国の子どもたちと交流、普及、啓発活動を展開、その為の農民とも交流、特にミャンマー連邦共和国、タイ王国、インドネシア共和国、カンボジア王国の農民、僻地山間部の農民、孤児院などと交流。2016年モンゴル国孤児院や学生たちと交流。
〜Smile for Children〜子どもたちの夢-絵画展等を開催し、開発途上国の子どもたちを紹介。
2016年6月内閣総理大臣より公益財団法人の認定を受ける。
別称 Japan International Grow Support Organization（日本国際育成支援機構・JIGSO）

### 事業内容
1. 開発途上国の児童支援事業。
  - 「児童の権利に関する条約」を規範とした開発途上国の子どもたちへの支援。
2. 開発途上国の農業技術向上の為の支援・普及事業。
  - 開発途上国の農業技術向上の為の支援・普及並びに生活向上支援。
  - ストッブ・ザ・アヘンプロジェクト参加。(ミャンマー連邦共和国)
3. 開発途上国からの外国人技能実習生受入事業。
  - 開発途上国からの外国人技能実習生受入及び生活支援。
  - モンゴル国、ミャンマー連邦共和国、ベトナム社会主義共和国、インドネシア共和国から受入。

### 表彰
- Shwe gli post-rimary school より感謝状（ミャンマー）
- Myanmar Public Whels Association より感謝状（ミャンマー）
- Myanmar Farmers Development Party より表彰（ミャンマー）
- Khaen Thong Children's Home より感謝状（タイ）
- 東南アジア農業技術協会より栄誉賞（タイ）
- モンゴル国政府章「労働・社会福祉章」（モンゴル国）
- モンゴル国「労働・社会福祉省信任状」（モンゴル国）

### 関係団体
- 東南アジア農業技術協会（ASEAN・タイ）
- アジア文化研究学会（日本・東京）
- グローバル戦略会議（日本・東京）

## 沿革
- 2011年01月 - 代表の嶋貫秀樹がミャンマー連邦共和国などの国と交流が始まる。
- 2011年02月 - ミャンマーの農民代表U Kyaw Sow Soeと出会い農民と交流開始。
- 2012年03月 - Stop The Opium（ストップ・ザ・アヘン）の運動に共感する。
- 2013年03月 - 劣悪な環境の農民の生活向上Projectを立ち上げる。
- 2013年03月 - 子どもたちの笑顔の為Smile for Children Project開始。
- 2014年04月 - 一般財団法人南アジア友好協会 設立。会長に嶋貫秀樹が就任。
- 2014年07月 - ミャンマーの民族（22民族）の代表とゼネラルミーティングを開催する。
- 2015年03月 - ミャンマーの農民代表、孤児院より感謝状届く。
- 2015年06月 - 会長嶋貫秀樹が兼務にて代表理事就任。
- 2015年07月 - タイ王国孤児院より感謝状届く。
- 2015年07月 - ミャンマー国内の日本語学校と国際協力協定締結。
- 2015年08月 - ミャンマーのNGO法人からの要請による水害支援を行う。
- 2015年11月 - 独立行政法人日本スポーツ振興センター内スポーツ・フォー・トゥモロー承認[3]。
- 2016年03月 - MFDP（ミャンマー農民代表グループ）より大会に招聘状届く。
- 2016年06月 - 公益財団法人に組織変更される。
- 2016年07月 - SAFA 日本語学校(ミャンマー連邦共和国ヤンゴン市)開校
- 2016年09月 - 厚生労働省無料職業紹介業認可(外国人技能実習生受入認可)
- 2016年11月 - モンゴル国との交流始まる。
- 2016年11月 - 東南アジア農業技術協会より栄誉賞受賞。
- 2017年01月 - ACCESS SAFA日本語介護学校(モンゴル国ウランバートル市)開校。
- 2017年03月 - Peaceful Cherry Tree Project-SAFA立上。
- 2017年03月 - ミャンマー連邦共和国企業と業務提携。
- 2017年05月 - 日モ外交樹立45周年記念としてモンゴル日本人墓地慰霊碑に桜植樹。
- 2017年 09月 - 厚生労働省よりモンゴル国外国人技能実習生受入認可。
- 2017年11月 - モンゴル国より技能実習生受入開始。
- 2018年03月 - 外国人技能実習制度説明会開催(大阪市)
- 2018年03月 - 評議委員会、理事会において法人名変更決議。新法人名「日本国際育成支援機構、略称JIGSO」
- 2018年10月 - ベトナム社会主義共和国より技能実習生受入の協定決定。
- 2019年03月 - 内閣府承認のもと法人名を「日本国際育成支援機構」と改称する。
- 2019年06月 - ベトナム社会主義共和国送出し機関と協定締結。

## 役員
- 理事 - 森田節子（代表理事）
- 他理事、評議員、顧問在任

## 海外連絡所
- モンゴル国連絡所（SAFA JIGSO on MONGOLIA）
- ミャンマー連邦共和国連絡所（SAFA JIGSO on MYANMAR）
- ベトナム社会主義共和国連絡所（SAFA JIGSO on VIETNAM）
- アメリカ合衆国連絡所（SAFA JIGSO on USA）

## 参考
- 独立行政法人日本スポーツ振興センター スポーツ・フォー・トゥモロー ウェブページ
- 日本財団CANPAN ウェブページ
- 社会貢献プラットフォーム「gooddo」 ウェブページ
- かざして募金 ウェブページ